# Great Scottish Run

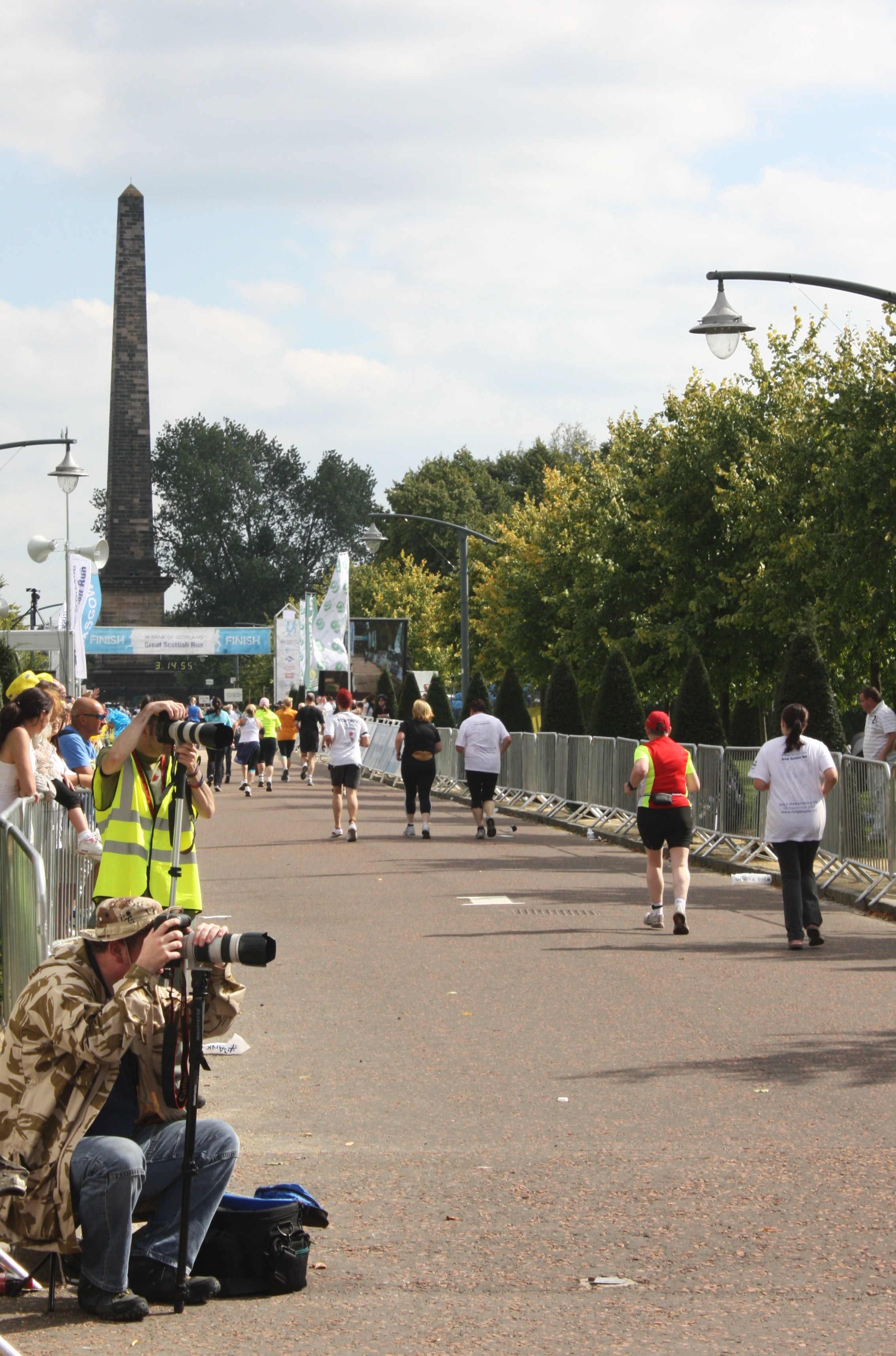
Deelnemers onderweg op de 10 km

Great Scottish Run is een hardloopwedstrijd, die jaarlijks in de Schotse stad Glasgow wordt gehouden. De hoofdafstand bij het evenement was een marathon (1979-1987), halve marathon (1988), 25 km (1989-1990) en sinds 1991 opnieuw een halve marathon. Naast de halve marathon vindt er ook een 10 km en een kinderloop plaats. In 2013 was het evenement gesponsord door Bank of Scotland en telde het in totaal 30.000 deelnemers. Het evenement heeft de status van IAAF Gold Label Road Race.
In januari 2017 werd bekendgemaakt dat de wedstrijd in 2016 150 meter te kort was. Derhalve is het parcoursrecord en nationaal record van de Brit Callum Hawkins geschrapt. Ter compensatie krijgen lopers 50% korting voor de volgende editie.

## Statistiek

### Parcoursrecords
- Mannen:  ETH Haile Gebrselassie 1:01.09 (2013)
- Vrouwen:  KEN Edna Kiplagat 1:07.57 (2014)

### Winnaars
| Datum             | Snelste man            | Tijd | Land    | Snelste vrouw              | Tijd | Land    |
| ----------------- | ---------------------- | ---- | ------- | -------------------------- | ---- | ------- |
| 22 september 1991 | David Lewis            | ENG  | 1:04.23 | Andrea Wallace             | GBR  | 1:11.25 |
| 23 augustus 1992  | Bedaso Turbe Gebano    | ETH  | 1:04.03 | Liz McColgan               | SCO  | 1:10.29 |
| 22 augustus 1993  | Mark Flint             | ENG  | 1:01.56 | Tatiana Pozdniakova        | UKR  | 1:13.14 |
| 21 augustus 1994  | Joseph Kamau Nuguna    | KEN  | 1:02.53 | Alevtine Naumova           | RUS  | 1:12.37 |
| 20 augustus 1995  | Samson Maritim         | KEN  | 1:02.46 | Firaya Sultanova           | RUS  | 1:12.41 |
| 25 augustus 1996  | Joseph Kibor Katulit   | KEN  | 1:02.27 | Firaya Sultanova           | RUS  | 1:13.22 |
| 22 augustus 1997  | Joseph Kibor Katulit   | KEN  | 1:01.46 | Catherina McKiernan        | IRL  | 1:09.00 |
| 23 augustus 1998  | Armando Quintanilla    | MEX  | 1:03.00 | Firaya Sultanova           | RUS  | 1:11.39 |
| 22 augustus 1999  | Joseph Kibor Katulit   | KEN  | 1:02.36 | Joyce Chepchumba           | KEN  | 1:09.21 |
| 20 augustus 2000  | António Pinto          | POR  | 1:02.04 | Joyce Chepchumba           | KEN  | 1:08.52 |
| 19 augustus 2001  | Abner Chipu            | RSA  | 1:03.23 | Joyce Chepchumba           | KEN  | 1:09.15 |
| 8 september 2002  | Sammy Kipruto Sang     | KEN  | 1:03.15 | Joyce Chepchumba           | KEN  | 1:10.03 |
| 7 september 2003  | Peter Kiprotich Cherus | KEN  | 1:01.49 | Caroline Chepkorir Kwambai | KEN  | 1:10.56 |
| 22 augustus 2004  | Peter Kiprotich Cherus | KEN  | 1:01.48 | Beatrice Omwanza           | KEN  | 1:11.58 |
| 4 september 2005  | Jason Mbote            | KEN  | 1:03.02 | Hiroko Miyauchi            | JPN  | 1:13.12 |
| 3 september 2006  | Jason Mbote            | KEN  | 1:01.36 | Caroline Kilel             | KEN  | 1:10.45 |
| 2 september 2007  | Isaac Macharia Wanjobi | KEN  | 1:02.42 | Peninah Arusei             | KEN  | 1:10.47 |
| 7 september 2008  | Emmanuel Mutai         | KEN  | 1:01.10 | Worknesh Tola              | ETH  | 1:11.00 |
| 6 september 2009  | Jason Mbote            | KEN  | 1:01.19 | Caroline Kilel             | KEN  | 1:09.03 |
| 5 september 2010  | Hailu Mekonnen         | ETH  | 1:01.53 | Caroline Kilel             | KEN  | 1:09.11 |
| 4 september 2011  | Joseph Kiptoo Birech   | KEN  | 1:01.26 | Flomena Chepchirchir       | KEN  | 1:09.29 |
| 2 september 2012  | Joseph Kiptoo Birech   | KEN  | 1:03.14 | Bezunesh Bekele            | ETH  | 1:09.09 |
| 6 oktober 2013    | Haile Gebrselassie     | ETH  | 1:01.09 | Susan Partridge            | GBR  | 1:10.40 |
| 5 oktober 2014    | Stephen Mokoka         | RSA  | 1:01.25 | Edna Kiplagat              | KEN  | 1:07.57 |
| 4 oktober 2015    | Moses Kipsiro          | UGA  | 1:02.18 | Edna Kiplagat              | KEN  | 1:08.21 |
| 2 oktober 2016    | Callum Hawkins         | GBR  | 1:00.24 | Betsy Saina                | KEN  | 1:07.22 |